# Rosa Galjamowna Salichowa
Rosa Galjamowna Salichowa (russisch Роза Галямовна Салихова; * 24. September 1944 in Nischni Tagil, Oblast Swerdlowsk) ist eine ehemalige sowjetische Volleyballspielerin.
Salichowa gewann mit der sowjetischen Nationalmannschaft bei den Olympischen Spielen zweimal Gold (1968 in Mexiko und 1972 in München). Außerdem wurde die Außenangreiferin 1970 Weltmeisterin und zweimal Europameisterin (1967 und 1971). Hinzu kommt der Gewinn des Weltpokals 1973.
Mit Dynamo Moskau gewann Salichowa zwischen 1970 und 1977 jeweils sechsmal die sowjetische Meisterschaft und den Europapokal der Landesmeister.
2014 wurde Salichowa in die „Volleyball Hall of Fame“ aufgenommen.